# Равич, Марк Борисович
Марк Бори́сович Ра́вич (8 июня 1906, Москва — 26.06.1993, там же) — советский учёный-химик, доктор технических наук (1940); профессор (1941).

## Биография
Родился 8 июня 1906 года в Москве в семье химика-технолога. В 1929 г. окончил институт народного хозяйства
имени Плеханова (технологический факультет).
- 1930—1937 — ассистент, доцент Московского химико-технологического института им. Д. И. Менделеева, кандидат технических наук, доцент (1935);
- 1936—1960 — старший научный сотрудник, руководитель лаборатории Энергетического института АН СССР
- 1947—1964 — зав. кафедрой Всесоюзного заочного энергетического института
- 1937—1941 — доцент, профессор, зав. кафедрой Института тонкой химической технологии им. М. В. Ломоносова
- 1944—1947 — профессор, заведующий кафедрой заочного Индустриального института
- 1964—1965 — сотрудник ВИНИТИ АН СССР
- 1964—1993 — зав. кафедрой использования газа и мазута, профессор Московского института нефтехимической и газовой промышленности им. И. М. Губкина

Похоронен на Донском кладбище.

## Научно-производственные и общественные достижения
Автор многочисленных публикаций, 20 монографий, в том числе:
- «Технология жиров» (1932)
- «Производство водяного газа и водорода» (1933)
- «Поверхностное горение» (1946)
- «Металлургическое топливо» (1965) (с соавторами)
- «Топливо» (1972)
- «Упрощённая методика теплотехнических расчетов» (1955, 1958, 1961, 1964, 1966).

Являлся председателем секции использования газа и член бюро научно-технического совета Министерства газовой промышленности,
председателем и сопредседателем экспертных комиссий Мингазпрома, ректором Университета повышения педагогического мастерства при МИНГ им. И. М. Губкина.
Трижды избирался председателем секции научных работников Энергетического института; участник конференции по истории науки во Франции (1968); участник 12 Международного газового конгресса во Франции (1973).

## Награды
- Лауреат Ленинской премии — за разработку трубчатых печей беспламенного горения (1963)
- Заслуженный деятель науки и техники РСФСР (1978)
- Лауреат премии имени академика И. М. Губкина (1979)
- Начиная с 1972 г. работы с участием М. Б. Равича отмечены шестью золотыми и одной серебряной медалью ВДНХ СССР
- Награждён орденом Трудового Красного Знамени; орденом Знак Почёта (1945)
- Шестью медалями
- Почётный работник газовой промышленности (1977)
- Почётный нефтехимик СССР (1980)
- Его имя занесено в Книгу Почёта Мингазпрома